# Evonimo (demo)
Evonimo o Euonimo (in greco antico: Εὐώνυμον?, Euṓnymon) era un demo dell'Attica.
Il nome Evonimo (da εὖ, "bene", e ὄνομα, "nome") significa "di buon nome", "rinomato"; il suo nome potrebbe venire da questo significato oppure da una pianta chiamata Euonymus europaeus.
John S. Traill ritiene che Evonimo si trovasse presso l'odierna Trachones, frazione di Alimos, grazie ad un'iscrizione; confinava quindi a nord con Alopece, ad est coll'Imetto, a sud con Essone e ad ovest con Alimunte.

## Descrizione
Evonimo fu abitato fin dall'epoca micenea, dato che sono stati trovati resti di varie tombe micenee e di una necropoli tardo-geometrica.
A nord dell'aeroporto di Atene-Ellinikon sono tuttora visibili i resti del teatro di Evonimo, ricostruito a metà del IV secolo a.C. Ha un parco quadrato, sebbene a quell'epoca si preferissero quelli circolari o semicircolari, e i posti a sedere erano disposti in una curva approssimativa, che poteva contenere da 2500 a 3750 spettatori; dato che all'epoca della sua costruzione la tribù Eretteide contava circa 3000 cittadini, il teatro poteva probabilmente ospitarli tutti, ed è stato ipotizzato che questo teatro fosse uno di quelli in cui si svolgevano le Dionisie.